# マッスルカー

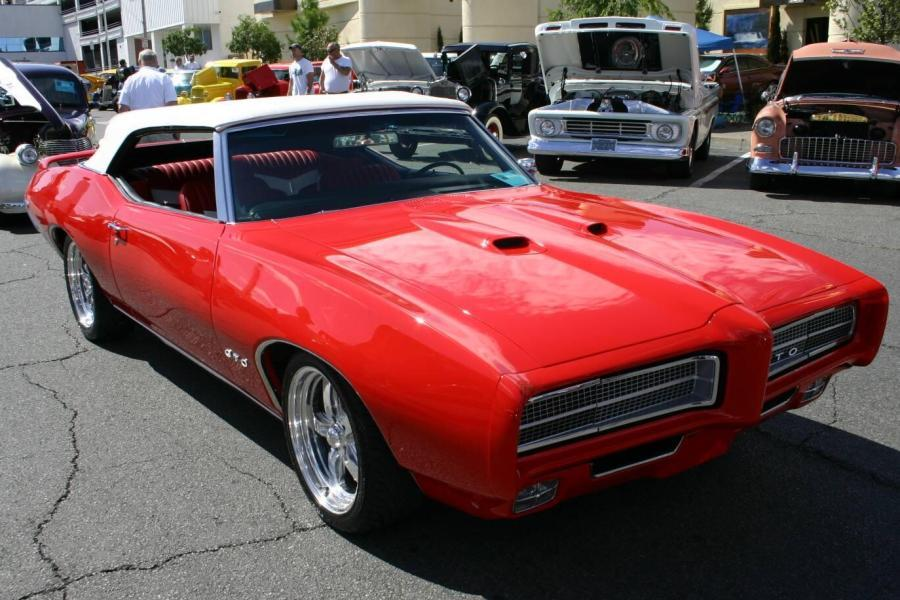
マッスルカーの一つ Pontiac GTO (1969年)

マッスルカー（英語：muscle car）は、主に1960年代後半-1970年代のアメリカ車（一部はオーストラリア製造のアメリカ車）の中で、特にハイパフォーマンスな車のことを指す。

## 概要
Oxford Dictionaryは「高パフォーマンス（高速）の自動車だが、なかでもV-8エンジンを持ち、米国で主に1960年代と1970年代に製造されたスポーツカー」との定義（説明）を掲載している。Merriam-Webster dictionaryは「米国製の2ドア・スポーツカーで、高出力のエンジン搭載で高速運転のために設計されたもの」との定義を掲載している。
「マッスルカー」という呼び方は1960年代でもごく一部の人が使ってはいたが、広く一般に使われ始めたのは1980年代以降で、該当する車種は2ドア構成の大きくて重い車体で、大きなトルクを発するV型8気筒エンジンを搭載し、後輪駆動であることが共通した特徴である。ハンドリングに関してはあまり問われず、概していわゆる直線番長である。当時のアメリカ人にはまだあった発想や嗜好を反映している車である。
スポーツカーやグランツーリスモ全般を指す用語ではなく、特にアメリカ車を指す用語で（一部オーストラリア製アメリカ車）であり、当時の欧州車や日本車などには基本的に該当する車種はなく、また（2ドアで大型の高出力のスポーツカーが仮に作られても）基本的にはそう呼ばれることもない。

## 歴史
広義の「マッスルカー」の起源は1955年の「クライスラー・300シリーズ」（現行のクライスラー・300とは別物）にさかのぼることができる。ただし、この車はかなり豪華で、そのうえ値段が高かった。
中型車に大パワーのエンジンを搭載する案は、1957年にAMCが自社の中型4ドア車レーベルに4連キャブレター付き（燃料噴射装置はオプション）・255hpまたは190.2kWを発生する5.4L エンジンを搭載した事によって具現化した。この車は1/4マイルを17秒で走りきり、当時のアメリカで「最強の4ドア車」と認められた。

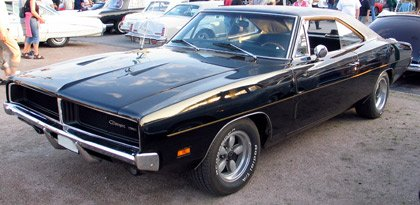
ダッジ・チャージャー 1969年モデル

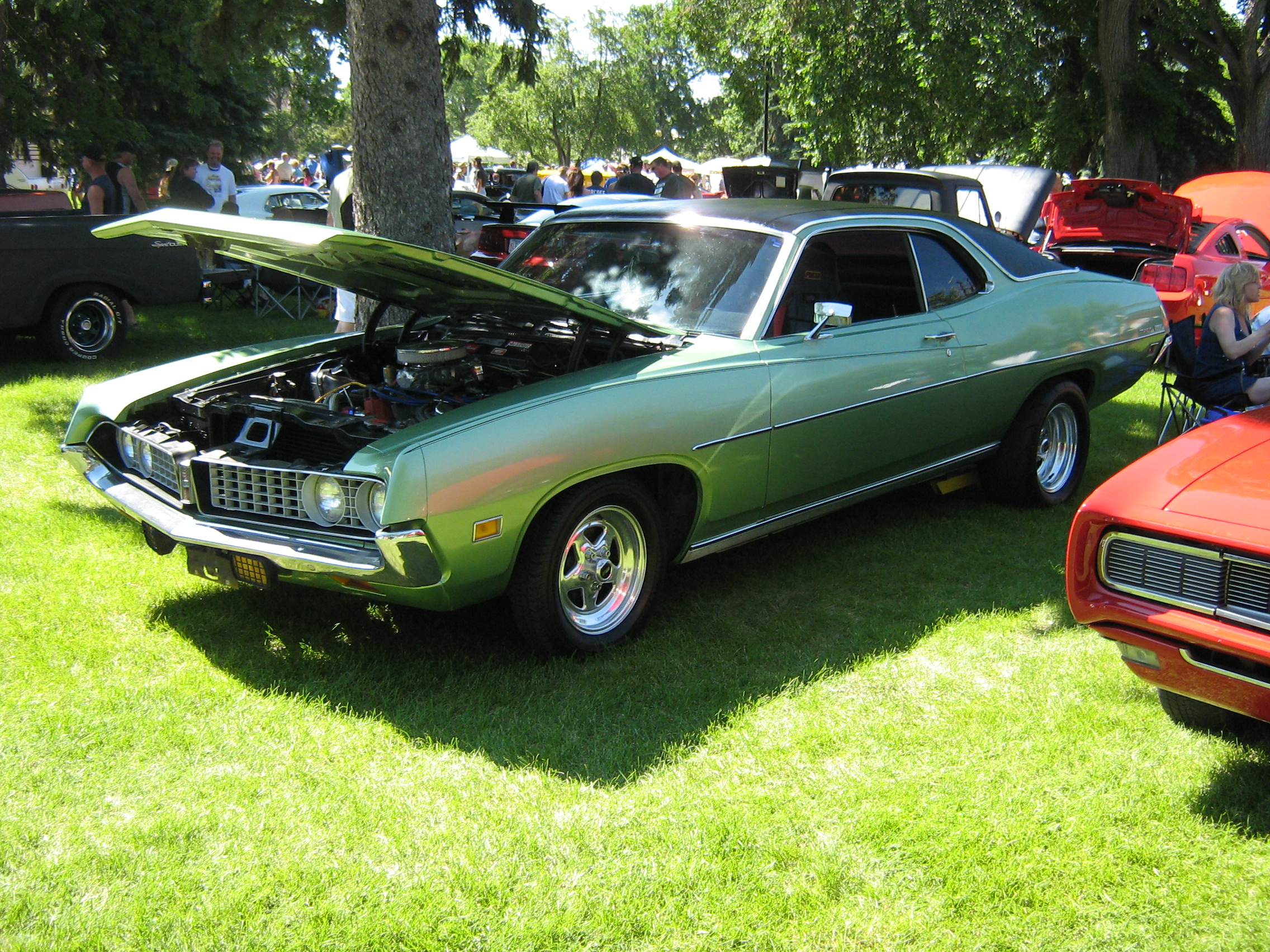
フォード・トリノ 500、1971年。ボンネットが開けられており、マッスルカーのエンジンルーム内の様子が分かる写真。

マッスルカーが広まり始めたのは1960年代初期。ダッジ・ダート（413立方インチ・6.8リッター。）が嚆矢となり、1964年に427立方インチ・7リッターのフォード・サンダーバード（フォード・フェアレーンのマッスルカー版）、1965年に426立方インチ・7リッターのダッジ・ヘミエンジンが発表された。
1970年前半ころにはマッスルカーはその歴史の頂点を迎え、アメリカやオーストラリアの自動車メーカーはマッスルカー市場で、エンジンの馬力の大きさをさかんに競いあうようになり、派手な広告合戦も行われていた。その結果、一部のメーカーは450馬力超という大馬力のモデルまで発表した。
が、1970年代半ばから後半にかけて、米国の社会の変化を受け、マッスルカーの車種の多くが新車で販売される車種から消えてゆくことになった。マッスルカーに興味を持つ人が増えその車種も増えていっていたちょうど1960年代に、すでにマッスルカーの衰退につながるような社会的な変化が米国内で起きつつあった。自動車の排気ガスがもたらす大気汚染の問題の大きさに米国の人々も徐々に気付くようになってきて、1963年には「大気浄化法」が制定されたが、その後も対策の強化の必要を感じる人々は増え、1970年に大気浄化法（排ガス規制法）の改正版(通称で「マスキー法(Muskie Act）」と呼ばれるもの）が議会を通過したことの影響も大きかった。これによって自動車メーカーは、こうした法律に適合するように排ガスの質を改善するために、エンジンの圧縮比を下げたりキャブレターの数を減らしたりするなどの対策を打つことになり、これは結果としてエンジンの出力も下げることになった。また安全面に焦点を当てたFederal Motor Vehicle Safety Standards（全米自動車安全基準）も改訂され、衝突時の乗員安全確保の強化目的でバンパーをより大きいものにするきまりになり、バンパーがより大きく重くなった分、加速性能やエンジンルームのスペースなどが犠牲になることになった。決定的だったのは1973年に政治的な理由でOPECが米国への石油の輸出を規制したこと（1973 oil crisis。1973年石油危機）をきっかけとして、米国内でガソリンが供給不足となり、多くのガソリンスタンドからガソリンが消え、たとえある場合でも記録的な高価格となり、米国経済全体も大打撃を受ける事態となった。この石油危機は数カ月であったものの、それまで思い描いていたほどには石油の供給というものは確かなものではない、ということ、大量の石油消費を前提とした仕組みに依存しすぎることの危険にも米国人は気づき、米国議会は積極的に石油危機対策を打つ必要からCAFE（自動車メーカー別平均燃費規制）を導入し1978年の販売モデルから対象とすることにし、これによって決定的に、各自動車メーカーは特に燃費の悪い車の販売は止める決断をするようになり、結果としてマッスルカーのほとんどが新車販売から消えてゆくことになったのであり、マッスルカーはその歴史の頂点を迎えた直後に新車市場から消えてゆくことになったのである。
米国の人々は、もっと燃費の良い車を、もっとコンパクトな車を選んで購入するようになり、米国の各メーカーが排ガス規制値の実現に苦労する中、技術革新で排ガス規制値を達成したホンダなどの日本車を購入する人が増えた。
ただしその後も、独特のスタイルの60年代～70年代のマッスルカーを懐かしみ愛する愛好者は米国にはおり、今でもメンテナンスされ乗り続けられているマッスルカーもかなりの数あり、中古車市場で高価で取引されたり、レストアされたりしている。
マッスルカーが中古車市場で人気を保っていたのを見ていたアメリカの自動車メーカーの一部がそこに商売のチャンスを見つけ、2000年代に入ってかつてのマッスルカーに外観の雰囲気を似せた車（ただし近年の排ガス規制などに適合しておりエンジンまわりの技術、馬力・トルクの値、また様々な技術が60～70年代のものとはかなり異なっている）を新たに開発し新車販売され、一部の人が購入しており、こうした車は60～70年代のマッスルカーと区別し「ニューマッスルカー」「モダンマッスルカー」などと呼ばれるようになった。

## 各国のマッスルカー
オーストラリアでは、ホールデン（GM傘下）やフォード・モーターが初期の頃から独自にマッスルカーを製造販売しており、その名残は現在でも見ることができる。
イギリスでは、一応のマッスルカーとしてフォード・カプリやボクスホール・フィレンザが販売されていたが、欧州ではホットハッチ文化が強かったため、市民権は得られなかった。

## 現状
2000年代後半から、GM・フォード・クライスラーからマッスルカーのディティールを受け継いだ車（シボレー・カマロ・フォード・マスタング・ダッジ・チャレンジャー・ダッジ・チャージャーなど）が登場し、人気を博している。これらはかつてのマッスルカーと区別するために「ニューマッスルカー」または「モダンマッスルカー」と呼ばれ、こう呼ぶ場合は1960年代のマッスルカーは（レトロニムで）「オールドマッスルカー」と呼ばれることもある。なおこれらのマッスルカーはかつてはポニーカーとして販売されていた自動車の名前を元にしたものも多い。

## 主な車種
- AMC・マシーン（英語）
- ビュイック・グランスポート（英語）
- シボレー・シェベルSS
- ダッジ・チャージャーRT
- ダッジ・コロネット（英語）
- ダッジ・ダート
- フォード・トリノGT
- マーキュリー・サイクロンCJ（英語）
- オールズモビル・442（英語）
- プリムス・ロードランナー
- ポンティアック・GTO
- ポンティアック・テンペスト

Car and Driver誌が1990年1月号に掲載した「マッスルカー ベスト10」というリスト（主としてエンジンに焦点を当てて作成されたリスト）では以下の車種が挙げられた。
- 1966–1971 Plymouth/Dodge intermediates with 426 Hemi
- 1966–1967 Chevy II SS327
- 1966–1969 Chevrolet Chevelle SS396
- 1968–1969 Chevy II Nova SS396
- 1969 Ford Torino Cobra 428
- 1969 Plymouth Road Runner 440 Six Pack
- 1969 Dodge Super Bee 440 Six Pack
- 1970 Chevrolet Chevelle SS454
- 1969 Pontiac GTO
- 1984–1987 Buick Grand National
- 1970–1987 Chevrolet Monte Carlo SS